# Ultimate Tennis Showdown
L'Ultimate Tennis Showdown (abrégé UTS) est une compétition internationale de tennis individuelle fondée en 2020. Ce tournoi est organisé par Patrick Mouratoglou et l'homme d'affaires Alex Popyrin, père du joueur de tennis professionnel Alexei Popyrin. Créé à l'origine en réponse à la perturbation de la saison de tennis en raison de la pandémie de COVID-19, l'UTS a depuis eu lieu chaque année sauf en 2022.
Les trois premiers tournois ont eu lieu en 2020. Les deux premiers sont organisés à la Mouratoglou Tennis Academy à Biot près de Nice et le troisième s'est tenu à Anvers. En 2021, l'UTS revient à l'Académie Mouratoglou pour sa quatrième édition. Après une absence de deux ans, l'UTS revient en juillet 2023 avec une série de trois tournois aux États-Unis, en Allemagne et en Corée du Sud, conçus pour qu'il y ait une « Grande Finale » à la fin de la saison. Le tournois suivant a lieu à Francfort, puis à Londres (2024) et enfin à Guadalajara en 2025. Le reste de l’année 2025 voit l’organisation de deux autres UTS, l’un à Nîmes et l’autre à Hong Kong.
Tous ces tournois utilisent un format différent de celui de l'ATP, avec des nouveautés intégrées par l'UTS pour dynamiser le jeu et le rendre plus spectaculaire.

## Format
Les matchs UTS utilisent un format différent par rapport aux règles traditionnelles, notamment des matchs divisés en quatre quarts-temps plutôt qu'en sets, un délai de tir de 15 secondes pour les services et la possibilité de prendre un temps mort une fois par quart-temps. Il existe également des cartes qui permettent aux joueurs d'influencer le jeu (par exemple en retirant le deuxième service de l'adversaire). Jusqu'à l'UTS 4, même si un joueur remporte les 3 premières périodes, les 4 quarts-temps sont joués. Si deux joueurs ont le même nombre de manches gagnées, une « mort subite » est jouée, lors de laquelle le premier joueur à gagner deux points consécutifs remporte le match. À partir de la 4e édition du tournoi, les joueurs n'ont qu'un seul service par point et les lets sont joués. De plus, un « mode KO » est introduit, qui se termine lorsqu'un joueur mène de 10 points dans le quart-temps.
L'UTS n'impose pas non plus de code de conduite,,.

## Palmarès

### Homme
| Édition | Année | Lieu        | Vainqueur          | Finaliste             | Score                          |
| ------- | ----- | ----------- | ------------------ | --------------------- | ------------------------------ |
| UTS 1   | 2020  | Biot        | Matteo Berrettini  | Stéfanos Tsitsipás    | 16–15, 15–12, 12–14, 8–15, 3–2 |
| UTS 2   | 2020  | Biot        | Alexander Zverev   | Félix Auger-Aliassime | 19–10, 11–13, 10–18, 18–8, 3–1 |
| UTS 3   | 2020  | Anvers      | Alex de Minaur     | Richard Gasquet       | 24–9, 15–14, 20–10             |
| UTS 4   | 2021  | Biot        | Corentin Moutet    | Taylor Fritz          | 12–14, 15–11, 13–12, 16–8      |
| UTS 5   | 2023  | Los Angeles | Wu Yibing          | Taylor Fritz          | 11–16, 7–20, 12–11, 16–9, 2–0  |
| UTS 6   | 2023  | Francfort   | Andrey Rublev      | Grigor Dimitrov       | 14–13, 12–17, 11–10, 17–16     |
| UTS 7   | 2023  | Séoul       | reporté            | reporté               | reporté                        |
| UTS 8   | 2023  | Londres     | Jack Draper        | Holger Rune           | 12–14, 15–12, 13–10, 19–7      |
| UTS 9   | 2024  | Oslo        | Andrey Rublev (2)  | Alex de Minaur        | 14–16, 17–10, 16–13, 20–12     |
| UTS 10  | 2024  | New York    | Gaël Monfils       | Alexander Bublik      | 10–20, 17–12, 17–14, 15–14     |
| UTS 11  | 2024  | Francfort   | Ben Shelton        | Ugo Humbert           | 10-19, 18-8, 15-11, 19-11      |
| UTS 12  | 2024  | Londres     | Alex de Minaur (2) | Holger Rune           | 13-8, 14-11, 16-10             |
| UTS 13  | 2025  | Guadalajara | Tomáš Macháč       | David Goffin          | 17-15, 15-14, 19-10            |
| UTS 14  | 2025  | Nîmes       | Casper Ruud        | Tomáš Macháč          | 12-13, 16-14, 15-14, 15-11     |
| UTS 15  | 2025  | Hong Kong   |                    |                       |                                |

### Femme
| Édition | Année | Emplacement | Champions                | Finalistes   | Score                         |
| ------- | ----- | ----------- | ------------------------ | ------------ | ----------------------------- |
| UTS 2   | 2020  | Biot        | Anastasia Pavlyuchenkova | Alizé Cornet | 16-8, 12-11, 11-14, 9-16, 3-1 |